# Elthusa splendida
Elthusa splendida là một loài chân đều trong họ Cymothoidae. Loài này được Sadowsky & Moreira miêu tả khoa học năm 1981.